# استارودوب ۲۳۰۴۴
سیارک ۲۳۰۴۴ (به انگلیسی: 23044 Starodub، نامگذاری:1999XS25) بیست و سه هزار و چهل و چهارمین سیارک کشف شده‌است که در ۶ دسامبر ۱۹۹۹ کشف شد.
قدر مطلق سیارک برابر ۱۷.۸ است.